# Georges Bellenger (graveur)
Pour les articles homonymes, voir Georges Bellenger (aviateur) et Bellenger.
Georges Bellenger (1847 à Rouen - 1915 à Paris) est un artiste peintre, illustrateur et lithographe français, appartenant à une famille d'artistes.

## Biographie
Né à Rouen, Henri Georges Eugène Bellenger est le puîné d'une fratrie d'artistes graveurs, peintres et lithographes, comprenant Albert Bellenger (1846-1914) et Clément-Édouard Bellenger (1851-1898).
Il est formé au dessin à Rouen par Eustache Bérat, et puis à Paris, dans l'école de dessin de la rue de l'école de Médecine, il intègre l'atelier de Horace Lecoq de Boisbaudran où il a pour condisciple Jules Dalou et Auguste Rodin ; il fréquente aussi les cours de Jules Laurens qui lui enseigne la lithographie,.
Il fait carrière à Paris, très jeune, commençant à exposer en 1863 au Salon des refusés (Un coin d'atelier), puis des natures mortes et des paysages au Salon à partir de 1864, et à produire des estampes d'une remarquable finesse dès 1865. Ses lithographies sont publiées dans L'Artiste. Il est l'interprète entre autres de dessins de Pierre-Paul Prud'hon.
En 1870-1871, rejoignant la Fédération des artistes de Paris, il est associé à une commande privée, la suite Binant.
Ses dessins lithographiques sont exposés à Londres de 1875 à 1879, grâce à Alphonse Legros. Il présente ensuite régulièrement ses travaux au Salon des artistes français (Paris) ; il est médaillé en 1873 et 1882. Il illustre activement les productions de l'éditeur Marpon et Flammarion.
En 1876, il entre à l'École alsacienne comme professeur de dessin où il tente de réformer l'enseignement de cette discipline. L'année suivante, il devient membre de La Pomme.
Le 1er octobre 1885, il épouse la poétesse Marie Krysinska. Pour ses spectacles poétiques, il conçoit pour elle une revue théâtrale, le « Théâtre lumineux », accueilli d'abord au conservatoire de Montmartre, puis à La Bodinière (1898-1904).
Après la mort de son jeune frère Clément (1898), l'éditeur Édouard Pelletan fait appel à son art ; il est médaillé d'or lors de l'exposition universelle de 1900 (Paris).
Il meurt à Paris (18e arrondissement) le 13 novembre 1915, en son domicile du 21, rue Véron.

## Œuvre

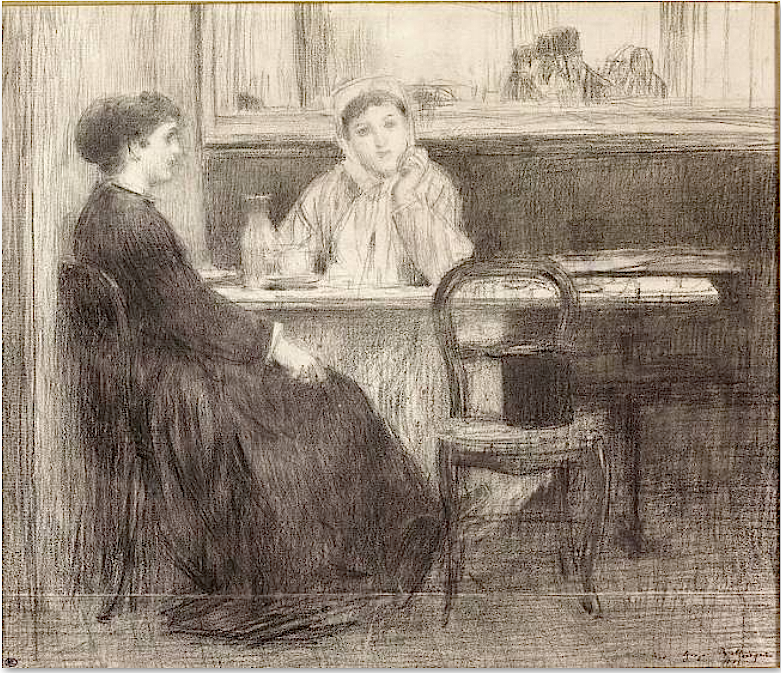
Deux femmes dont une pensive, assises à la table d'un café, dessin, vers 1880 [?], musée d'Orsay.

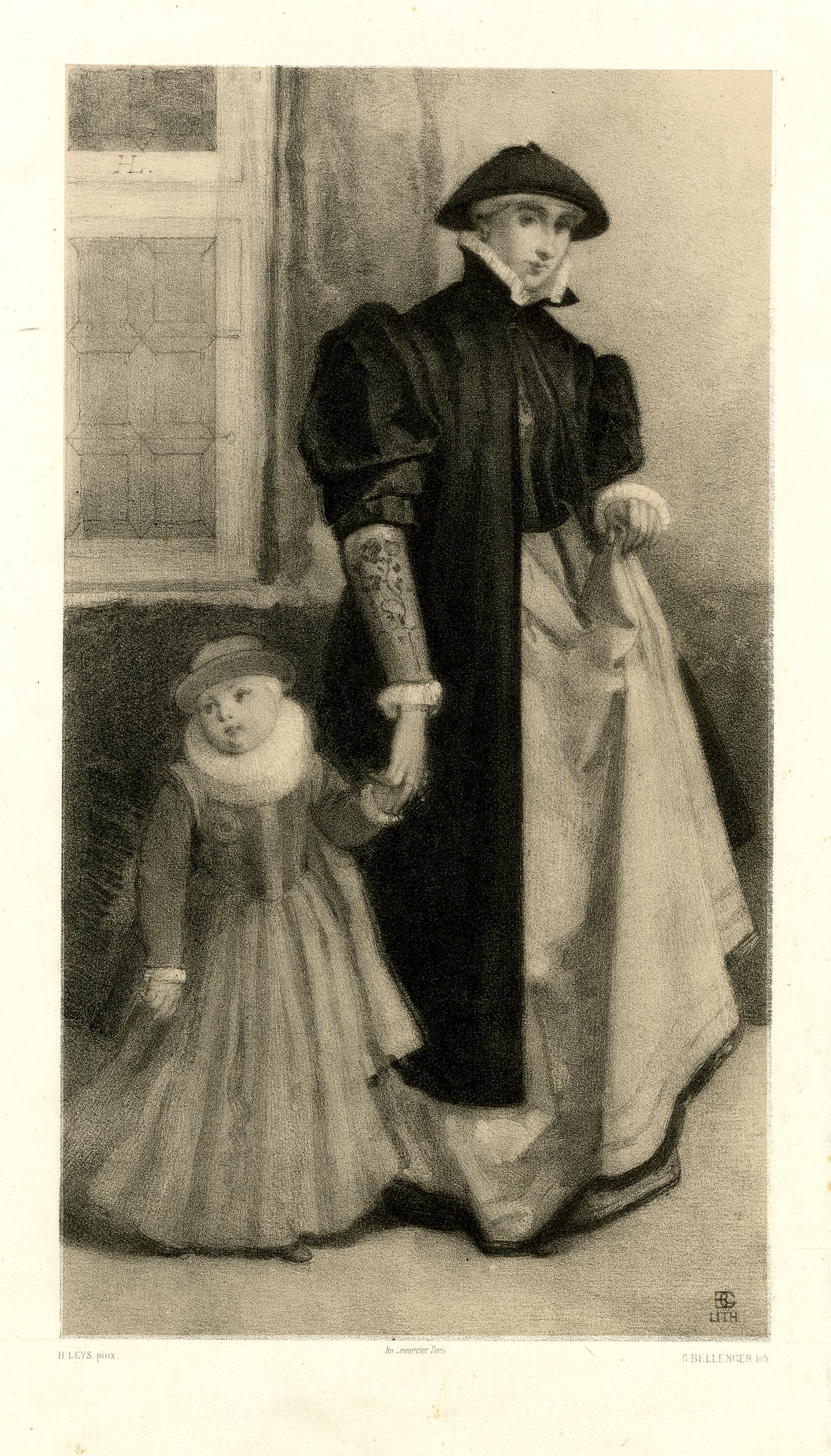
Lithographie représentant Marie de Bourgogne (vers 1889, British Museum).

### Travaux conservés
- Paysage au ruisseau, dessin, 1867, Montpellier, musée Fabre, collection Alfred Bruyas[13].
- Tête d'amour, huile, 1868, Montpellier, musée Fabre.
- Velpeau dans une salle de la Charité allant procéder à l'autopsie d'un cadavre, lithographie d'après Augustin Feyen-Perrin, 1880, Chalcographie du Louvre.
- Copie du Portrait du cardinal de Richelieu de Philippe de Champaigne, huile, 1889, Madrid, ambassade de France.
- Épisodes sur l'histoire de la commune, allégories en grisaille et écoinçons, 1904-1906, hôtel de ville de Neuilly-sur-Seine.
- La barricade ou La Liberté guidant le peuple, d'après Delacroix, 1906, Centre national des arts plastiques.
- Deux femmes dont une pensive, assises à la table d'un café, dessin, s.d., musée d'Orsay[14].
- La Pudeur, lithographie d'après un dessin de Prud'hon, musée du Louvre, collection Rothschild.
- Tête de femme, vue de face, dessin [estompe et pastel], musée du Louvre.

### Ouvrages illustrés
- Toute l'œuvre d'Émile Zola chez Marpon & Flammarion dont :
  - Le Ventre de Paris, 1879, avec André Gill et Horace Castelli[15].
  - Pot-Bouille, 1883, avec Paul Adolphe Kauffmann.
- Victor Hugo, Œuvres complètes illustrées, J. Girard & Cie éditeurs, 1877-1890.
- Georges Révoil, Voyages au Cap des Aromates (Afrique orientale), illustrations avec Alexandre Ferdinandus, cartes gravées par Erhard d'après les croquis et documents de l'auteur, Dentu, 1880.
- Paul Sébillot, Contes de terre et de mer, avec Léonce Petit, Sahib et Clément Bellenger, G. Charpentier, 1883.
- L'Almanach du Chat noir, collectif, 1890.
- Théocrite, L'Oaristys, Pelletan, 1896, dessins gravés par Eugène Froment.